# Alasmidonta
Alasmidonta é um género de bivalve da família Unionidae.
Este género contém as seguintes espécies:
- Alasmidonta arcula (I. Lea, 1838)
- Alasmidonta atropurpurea (Rafinesque, 1831)
- Alasmidonta heterodon (I. Lea, 1830)
- Alasmidonta marginata Say, 1818
- Alasmidonta mccordi Athearn, 1964
- Alasmidonta raveneliana (I. Lea, 1834)
- Alasmidonta robusta Clarke, 1981
- Alasmidonta triangulata (I. Lea, 1858)
- Alasmidonta undulata (Say, 1817)
- Alasmidonta varicosa (Lamarck, 1819)
- Alasmidonta viridis (Rafinesque, 1820)
- Alasmidonta wrightiana (Walker, 1901)